# Ярынья (река)
Ярынья (Ерынья) — река на северо-западе европейской части Российской Федерации, в Крестецком районе Новгородской области. Крупнейший приток реки Полометь.
Длина реки составляет 22 км, площадь водосборного бассейна 346 км².

## Гидрография
Река вытекает из озера Ламерское на высоте 107,3 метра и течёт на юго-запад. Устье реки находится в 69 км по правому берегу реки Полометь на высоте 55 м над уровнем моря. У устья ширина реки — 6 м, глубина — 1,5 м.
Кроме многих безымянных ручьёв, в Ярынью впадают два именованных притока: Чернянка слева и Грибовский справа. У деревни Завысочье река перегорожена плотиной.
У истока река протекает по территории Новорахинского сельского поселения. По берегам реки стоят деревни Колокола, Ярынья, Поцепиха и Шутиловичи. Ближе к устью река течёт по территории Сомёнского сельского поселения. Здесь река протекает мимо деревень: Завысочье, Крутой Берег, Кривой Ухаб.
Система водного объекта: Полометь → Пола → Ильмень → Волхов → Ладожское озеро → Нева → Балтийское море.

## Мосты
В месте пересечения с автодорогой М10 (E 105), у одноимённого села, построен железобетонный мост.
Через реку перекинут каменный арочный мост недействующей железнодорожной линии Валдай — Крестцы. Высота моста — 18 метров.

## Данные водного реестра
По данным государственного водного реестра России относится к Балтийскому бассейновому округу, водохозяйственный участок реки — Ловать и Пола, речной подбассейн реки — Волхов. Относится к речному бассейну реки Нева (включая бассейны рек Онежского и Ладожского озера).
Код объекта в государственном водном реестре — 01040200312102000022301.